# Kabinett Björn Þórðarson

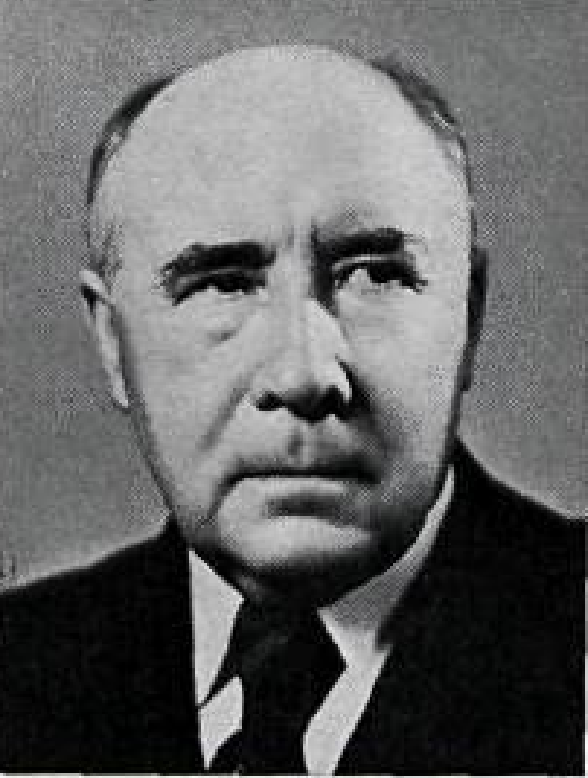
Björn Þórðarson war von 1942 bis 1944 Premierminister von Island

Das Kabinett Björn Þórðarson war eine Regierung des unabhängigen Staates Island, das sich mit dem Vertrag vom 1. Dezember 1918 von Dänemark loslöste, aber dem gemeinsamen König des Königreichs Dänemark sowie des Königreichs Island Christian X. unterstellt war. Es wurde am 16. Dezember 1942 gebildet und löste das Kabinett Ólafur Thors I ab. Es blieb bis zum 21. Oktober 1944 im Amt, woraufhin es vom Kabinett Ólafur Thors II abgelöst wurde. 
Während der Amtszeit von Premierminister Björn Þórðarson wurde am 17. Juni 1944 die Demokratische Republik Island (isländisch Lýðveldið Ísland) ausgerufen. Dänemark stand zu diesem Zeitpunkt noch unter deutscher Besatzung. Dem Kabinett gehörten ausschließlich parteilose Mitglieder an.

## Regierungsmitglieder
| Amt                                  | Amtsinhaber                       | Beginn der Amtszeit                  | Ende der Amtszeit                   |
| ------------------------------------ | --------------------------------- | ------------------------------------ | ----------------------------------- |
| Premierminister                      | Björn Þórðarson                   | 16. Dezember 1942                    | 21. Oktober 1944                    |
| Außenminister und Arbeitsminister    | Vilhjálmur Þór                    | 16. Dezember 1942                    | 21. Oktober 1944                    |
| Minister für Finanzen und Wirtschaft | Björn Ólafsson                    | 16. Dezember 1942                    | 21. Oktober 1944                    |
| Justizminister                       | Einar Arnórsson Björn Þórðarson   | 16. Dezember 1942 21. September 1944 | 21. September 1944 21. Oktober 1944 |
| Sozialminister                       | Jóhann Sæmundsson Björn Þórðarson | 22. Dezember 1942 19. April 1943     | 19. April 1943 21. Oktober 1944     |